# Karen Movsesjan
Karen Movsesjan (armenisch Կարեն Մովսիսյան, Karen Mowsisjan; * 6. Januar 1963 in Jerewan) ist ein armenischer Schachmeister. Er spielte in den Jahren 1993 bis 1997 für den Deutschen Schachbund. Seit einigen Jahren lebt er in Spanien.
Movsesjan siegte oder belegte vordere Plätze in mehreren Turnieren: 1. Platz bei der U-18 Juniorenmeisterschaft von Armenien (1983), 2. Platz beim Open in Porz (1992). Beim Berliner Sommer 1993 siegte er vor Henrik Teske. 1996 gewann er das Schachfestival Bad Wörishofen vor Oleh Romanyschyn und Alexander Chalifman. Einen 1.–3. Platz belegte er bei der Meisterschaft von Hamburg (1997). 1997 spielte er in Bad Wörishofen, wo er den geteilten zweiten bis elften Platz belegte, nach der Feinwertung belegte er den Platz zehn. Weitere Erfolge sind: 1. Platz beim Open in Mancha Real (2000), 1. Platz beim 1. Carvalho Memorial in Maia (2003), 2. Platz beim Claude Pecaut Memorial in Taormina (2003), 2. Platz beim Turnier 2. Caja Canarias in Santa Cruz de Tenerife (2004), 1. Platz beim Monariz GM Turnier in Pontevedra (2006/2007), 2. Platz beim 2. Turnier in Sóller (2007), 1. Platz beim 8. Open in Tarragona (2007) und 2. Platz beim Can Picafort Masters in Palma (2008). Im August 2017 gewann Movsesjan in Sabadell die Senioreneuropameisterschaft in der Altersklasse 50+, im November 2018 wurde er in Bled Seniorenweltmeister der Altersklasse 50+.
Movsesjan trägt seit 1994 den Titel Großmeister. In der deutschen Schachbundesliga spielte er von 1993 bis 1997 für den Hamburger SK, mit dem er auch 1995 am European Club Cup teilnahm, in der spanischen Mannschaftsmeisterschaft 1998 und 1999 für CA Epic-Barcino Terrassa, mit dem er 1998 spanischer Mannschaftsmeister wurde.
Seine Elo-Zahl beträgt 2527 (Stand: Juni 2018), seine höchste Elo-Zahl von 2570 erreichte er im Juli 2009.